# Гольяновский пруд (Москва)
Гольяновский пруд — в районе Гольяново на востоке Москвы, расположенный в Гольяновском парке.

## История
В 1960-х годах на месте современного пруда находилось заболоченная пойма и протекала река Сосенка.
В начале 1980-х годов приняли решение облагородить территорию. Русло реки убрали в трубы, на месте болота устроили пруд с бетонированными берегами.
В 2011 году провели масштабную реконструкцию Гольяновского сквера, которая затронула и пруд: его очистили, а дорожку вокруг выложили тротуарной плиткой.
Новая реконструкция начали в мае 2021 года, проведение капитального ремонта береговой полосы с частичным временным понижением уровня воды.

## Описание пруда
Площадь поверхности — 8,6 га, средняя глубина 2,0 м, объём воды в водоёме 160 тыс. м³. Пруд является верховым в пойме р. Сосенки. Устроен при засыпке русла Сосенки. Не исключено, что целью было осушение местности, так как русло реки было довольно заболоченным.
Берега бетонированные, купаться не рекомендуется: грязно и мелко.